# Saint-Igest
 Saint-Igest  (en occitano Sanch Igèst) es una población y comuna francesa, situada en la región de Mediodía-Pirineos, departamento de Aveyron, en el distrito de Villefranche-de-Rouergue y cantón de Villeneuve.

## Demografía
| 301 | 285 | 241 | 201 | 158 | 163 |
| Para los censos de 1962 a 1999 la población legal corresponde a la población sin duplicidades (Fuente: INSEE [Consultar]) |     |     |     |     |     |